# جان سامرز، بارون اول سامرز
جان سامرز، بارون اول سامرز (انگلیسی: John Somers, 1st Baron Somers؛ ۴ مارس ۱۶۵۱ – ۲۶ آوریل ۱۷۱۶) یک سیاست‌مدار بریتانیایی بود.